# NTLDR
NTLDR (abreviació de NT loader) és el carregador d'arrencada per a totes les versions del sistema operatiu Windows NT des de 1993 amb el llançament de Windows NT 3.1 fins a Windows XP i Windows Server 2003. A partir de Windows Vista es va substituir pel carregador d'arrencada BOOTMGR. Normalment, NTLDR s'executa des del dispositiu d'emmagatzematge principal, però també es pot executar des de dispositius d'emmagatzematge portàtils, com ara un CD-ROM, una unitat flash USB o un disquet. NTLDR també pot carregar un sistema operatiu no basat en NT donat el sector d'arrencada adequat en un fitxer.
NTLDR requereix, com a mínim, els dos fitxers següents al volum del sistema:
- ntldr, the main boot loader itself
- NTDETECT.COM, required for booting an NT-based OS, detects basic hardware information needed for successful boot

Un fitxer important addicional és boot.ini, que conté la configuració d'arrencada (si no hi ha, NTLDR passarà per defecte a \Windows a la primera partició del primer disc dur).
NTLDR s'inicia mitjançant el registre d'arrencada de volum de la partició del sistema, que normalment s'escriu al disc per Windows FORMAT o SYS Ordre.

## Història
Windows NT va ser dissenyat originalment per a plataformes compatibles amb ARC, basant-se en el suport del seu gestor d'arrencada i proporcionant només osloader.exe, un programa de càrrega que accepta arguments de línia d'ordres habituals que especifiquen la partició del directori de Windows, la ubicació o els paràmetres d'arrencada, que és llançat per ARC. gestor d'arrencada quan un usuari decideix iniciar un sistema operatiu Windows NT específic. Tanmateix, com que el x86 no tenia cap suport ARC, la capa addicional es va afegir específicament per a aquesta plataforma: codi de gestor d'arrencada personalitzat que presenta un menú de text que permet a l'usuari triar entre un o més sistemes operatius i les seves opcions configurades al fitxer de configuració boot.ini, precedit per un mòdul d'inici especial que s'encarrega d'alguns preparatius, com ara canviar la CPU al mode protegit. Quan un usuari tria un sistema operatiu des del menú d'arrencada, els arguments de la línia d'ordres següents es passen a la part de l osloader.exe comuna a totes les arquitectures de processadors:
```
'''load''' '''osloader'''=''<Windows Path>''\System32\NTLDR '''systempartition'''=''<Windows Partition>'' '''osloadpartition'''=''<Windows Partition>'' '''osloadoptions'''=''<Windows Boot Parameters>'' '''consolein'''=multi(0)key(0)keyboard(0) '''consoleout'''=multi(0)video(0)monitor(0) '''x86systempartition'''=''<NTLDR partition>''
```

A les versions de Windows a partir de Windows Vista i Windows Server 2008, NTLDR s'ha dividit de nou al seu gestor d'arrencada i parts del carregador del sistema: el Gestor d'arrencada de Windows i winload.exe. La part del gestor d'arrencada s'ha reescrit completament; ja no fa servir boot.ini com a fitxer de configuració, tot i que la utilitat bootcfg per modificar boot.ini encara està present en el cas de configuracions d'arrencada múltiple amb versions de Windows fins a Windows XP i Windows Server 2003.

## Procés d'arrencada
Quan un ordinador està encès, la seva BIOS segueix l'ordre d'arrencada configurat per trobar un dispositiu d'arrencada. Aquest pot ser un disc dur, disquet, CD/DVD, connexió de xarxa, dispositiu USB, etc., depenent de la BIOS. En el cas d'un disquet, la BIOS interpreta el seu sector d'arrencada (primer sector) com a codi, per a NTLDR aquest podria ser un sector d'arrencada NTLDR que busqui el fitxer ntldr al disquet. Per a un disc dur, el codi del registre d'arrencada mestre (primer sector) determina la partició activa. El codi del sector d'arrencada de la partició activa podria tornar a ser un sector d'arrencada NTLDR que cerqui ntldr al directori arrel d'aquesta partició activa. En un escenari més complicat, la partició activa pot contenir un sector d'arrencada de Vista per al nou gestor d'arrencada de Vista amb una entrada {ntldr} que apunta a una altra partició amb un sector d'arrencada NTLDR.
En arrencar, la part del carregador de NTLDR fa el següent en ordre:
1. Accedeix al sistema de fitxers a la unitat d'arrencada (ja sigui FAT o New Technology File System, NTFS).
2. Si Windows s'ha posat en estat d'hibernació, el contingut de hiberfil.sys es carrega a la memòria i el sistema es reprèn on es va deixar.
3. En cas contrari, llegeix boot.ini i demana a l'usuari el menú d'arrencada en conseqüència.
4. Si se selecciona un sistema operatiu no basat en NT, NTLDR carrega el fitxer associat que apareix a boot.ini (bootsect.dos si no s'especifica cap fitxer o si l'usuari està arrencant en un sistema operatiu basat en DOS) i li dona el control.
5. Si se selecciona un sistema operatiu basat en NT, NTLDR executa ntdetect.com, que recopila informació sobre el maquinari de l'ordinador. (Si ntdetect.com es bloqueja durant la detecció de maquinari, hi ha una versió de depuració anomenada ntdetect.chk que es pot trobar al suport de Microsoft).
6. Inicia Ntoskrnl.exe, passant-li la informació que retorna ntdetect.com.[5]